# Grand Paris Seine Ouest
La Grand Paris Seine Ouest és una de les divisions o Établissement public territorial de la Metròpoli del Gran París. Creada al 2016, substitueix l'antiga Comunitat d'aglomeració de Grand Paris Seine Ouest.
Està formada per 8 municipis que pertanyen al districte de Boulogne-Billancourt del departament dels Alts del Sena.

## Municipis
1. Boulogne-Billancourt
2. Chaville
3. Issy-les-Moulineaux
4. Marnes-la-Coquette
5. Meudon
6. Sèvres
7. Vanves
8. Ville-d'Avray